# Monthey
Monthey es una ciudad y comuna suiza del cantón del Valais, capital del distrito de Monthey. La comuna se encuentra dividida en varias partes, la primera, la más grande, en la que se encuentra el centro urbano principal, limita al norte con las comuna de Collombey-Muraz y Vionnaz, al noreste con Ollon (VD) y Bex (VD), al este con Massongex, al sur con Vérossaz y Saint-Maurice y al oeste con Troistorrents. 
Además Monthey se encuentra cerca de las fronteras francesas con las comunas de Châtel (FR-74) y Abondance (FR-74)
Entre los habitantes de esta comuna destacan los diseñadores de montañas rusas Bolliger & Mabillard, diseñadores de por ejemplo el Dragon Khan (PortAventura Park).
Monthey es conocida por su carnaval, uno de los más grande de Suiza.

## Ciudades hermanadas
- Tubinga.
- Ivrea.
- Diekirch.
- Göd.